# Hammarvika
Hammarvika este o localitate din comuna Frøya, provincia Sør-Trøndelag, Norvegia, cu o suprafață de  km² și o populație de  locuitori (2013).